# Mark Aldanov
Mark (aussi transcrit Marc) Aldanov, né Mordkhai-Markus Israelevich Landau, Mark Alexandrovitch Landau (en russe : Мордхай-Маркус Израилевич Ландау, Марк Алекса́ндрович Ланда́у), né le 26 octobre 1886 (7 novembre 1886) à Kiev et mort à Nice le 25 février 1957, est un écrivain russe émigré, auteur de romans historiques.

## Biographie
Mark Aldanov est né à Kiev dans une famille juive ayant fait fortune dans l'industrie du sucre. Bénéficiant d’une éducation primaire de qualité, il entre ensuite à l’université de Kiev où il obtient en 1910 un diplôme de droit ainsi qu’un diplôme en sciences naturelles, avec une spécialisation dans la chimie. Ses premières publications à Saint-Pétersbourg sont d’ailleurs de nature scientifique, et il travaille comme ingénieur chimiste pendant la Première Guerre mondiale. Mais il écrit aussi en 1915 un essai intitulé Tolstoï et Romain Rolland. Comme son ami Ivan Bounine, Aldanov était un grand admirateur du célèbre écrivain russe.
Mark Aldanov se présentait comme un socialiste, mais pacifiste : il était contre l'idée d'une révolution. Après la Révolution d'Octobre, il retourne à Kiev dans l’espoir que les armées bolcheviques épargnent la ville. Devant l’avancée des troupes, il s’exile en 1919 ; il vit quelque temps à Berlin avant de revenir en France. Il se marie en 1924 avec sa cousine (du côté de sa mère) Tatiana Markovna Zaïtseff ; elle sera sa collaboratrice, rédigeant ses manuscrits et traduisant quelques-uns de ses romans et articles. A Paris, il écrit en français un livre sur Lénine. Vif succès, ce livre est dans les années suivantes traduit en allemand et en anglais. Aldanov rédige ensuite une monographie (en français) comparant les révolutions françaises et russes, et un livre (en italien) sur la politique étrangère soviétique. 
Inscrit dans les milieux de l'émigration russe parisienne, il fréquente à cette époque le diplomate Basile Maklakoff, l'homme politique Alexandre Kerenski, les historiens Sergei Melgunov et Boris Nicolaevsky, la journaliste Ekaterina Kuskova, l'économiste et sociologue Sergei Prokopovich... Mark Aldanov devient un collaborateur régulier des revues et journaux comme Poslednie novosti (Dernières nouvelles) ou Sovremennye zapiski (Les Annales contemporaines).
Il se tourne vers le roman historique, en restant ancré dans la période de la Révolution française et de la période napoléonienne : c’est la tétralogie Le Penseur (Myslitel). Il écrit ensuite une trilogie centrée sur la Révolution russe et la communauté russe émigrée : La Clef, L’Évasion et La Caverne (publiés entre 1930 et 1934). S'inspirant de Balzac et de Tolstoï, les personnages de ses romans, soumis aux hasards de l'Histoire, sont réduits à des silhouettes et laissent une place plus grande pour l'intrigue.
Rattrapé par la Seconde Guerre mondiale, il s’installe d’abord à Nice en 1940, puis émigre à New York en 1941. Là-bas il fonde avec Mihail Cetlin Novy Zhurnal (La Nouvelle Revue), qui paraît encore aujourd’hui. Parmi les contributeurs de la revue : Vladimir Nabokov, Ivan Bounine, Joseph Brodsky, Alexandre Soljenitsyne. 
Le couple Aldanov retourne en France dès 1947, pour s’installer définitivement à Nice. Mark Aldanov continue d’écrire des romans (Avant le Déluge, 1946 ; Récit sur la Mort, 1952 ; Vivre comme on veut, 1952), un essai sur la chimie (De la possibilité de nouvelles conceptions en chimie, 1950), un ouvrage philosophique (La Nuit d’Ulm, 1953). Son ultime œuvre romanesque est Suicide, dont le personnage central est Lénine : il y brosse un portrait tout en nuances du futur maître de la Russie, tout entier absorbé par la cause du peuple. Ce roman s’étend sur deux décennies, du congrès de Bruxelles en 1903 à la mort de Lénine en 1921, et couvre trois révolutions (1905, février 1917, octobre 1917), une guerre mondiale et une guerre civile. 
Mark Aldanov meurt à Nice le 25 février 1957 et est enterré dans le cimetière russe de cette ville. Sa femme, morte à Paris onze ans plus tard, est enterrée à ses côtés. 
Les ouvrages de Mark Aldanov ont été interdits en URSS jusqu’en 1989, puis durant la glasnost ses œuvres ont été publiés en six volumes. La correspondance avec Ivan Bounine, conservée à la Columbia University à New York, a été en partie publiée en 1981. Ivan Bounine a d’ailleurs nommé Mark Aldanov pour le prix Nobel de littérature à six reprises (en 1938, 1939, 1947, 1948, 1949, et 1950), sans succès.

## Œuvres

### Ouvrages scientifiques
- Actinochimie : les prolégomènes, les postulats, Paris, Hermann & Cie, 1936, 128 p.
- De la possibilité de nouvelles conceptions en chimie, Paris, Hermann & Cie, 1950, 31 p.

### Romans et nouvelles
- Le Penseur. Une tétralogie (russe : Мыслитель: Тетралогия, Mystitel’ Tetralogia) :
  - 9 thermidor (russe : Девятое Термидора, Deviatoe termidora), traduction française par L. et J.-M. Aimot., Paris et Neuchâtel, V. Attinger, 1929, 320 p. Le roman, traduit par L. et J.-M. Aimot, a été auparavant publié sous forme de feuilleton dans Le Figaro, du numéro 263 (septembre 1927) au numéro 332 (novembre 1927).
  - Sainte-Hélène, petite île (russe : Святая Елена, маленький остров, Sviataia Elena, malen’kii ostrov), traduction française par M. Hirchwald, Jacques Povolozky et Cie, 1921, 160 p. ; réédition Nîmes, Éd. J. Chambon, coll. Les Romanesques, 1991, 130 p.  (ISBN 2-87711-061-3)
  - Le Pont du Diable (russe : Чертов мост, Chortov most), traduction française par Tatiana Landau, Paris et Neuchâtel, V. Attinger, 1930, 318 p.
  - La Conjuration (russe : Заговор, Zagovor), traduction française par Tatiana Landau, Paris et Neuchâtel, V. Attinger, 1933, 303 p.
- La Clef (russe : Ключ, Kliuch), traduction française par D. Ergaz, avec avant-propos de André Levinson, Paris, Plon, 1932, 311 p.
- L’Évasion (russe : Бегство, Begstvo), traduction française par Tatiana Landau, Paris, les Petits-fils de Plon et Nourrit, 1933, 275 p.
- Peshchera (russe : Пещера) 2 vol., Berlin, Petropolis, 1934-1936, 279 et 344 p.
- La dernière symphonie (russe : Десятая симфония, Desiataia simfoniia), traduction française par Vladimir Lazarevski, Paris, l'Illustration, 1934, 32 p.
- Le Commencement de la fin (russe : Начало конца, Nachalo kontsa), traduction française de l'anglais (The Fifth Seal) par Georges Le Breton et Eileen Souffrin-Le Breton, Paris, Robert Laffont, 1948, 439 p.
- Punshevaia vodka i Mogila voina (russe : Пуншевая водка и Могила воина), Paris, Dom knigi, 1940. Mogila voina, traduit en anglais en For Thee the Best, a été traduit de l'anglais en français sous le nom Pour une terre charnelle, par Franz Weyergans, Bruxelles, la Sixaine, 1947, 192 p.
- Avant le Déluge (russe : Истоки, Istoki), traduction française de l'anglais (Before the Deluge) par Marguerite de Ginestet, Paris, Hachette, coll. Les Beaux romans historiques, 1949, 560 p.
- Zhivi kak khochesh’ (russe : Живи как хочешь), traduit en anglais en To live as We Wish par Nicholas Wreden, New York, Dutton, 1952.
- Bred (russe : Бред), traduit en anglais en Nightmare and Dawn, par Joel Carmichael, New York, Duell Sloane and Pearce, 1957 ; également en The Scoundrel, London, Arthur Baker, 1960.
- Suicide (russe : Самоубийство, Samoubiistvo), dont la traduction en français par Jean-Christophe Peuch Mark Aldanov a reçu une mention spéciale au Prix Russophonie 2018,  Éditions des Syrtes, 2017, 660 p.  (ISBN 9782940523603)

### Essais et articles
- Tolstoi i Rollan (russe : Толстой и Ролланъ), Petrograd, 1915, 314 p.
- Ogon' i dym (russe : Огонь и дым), Paris, Presses franco-russes, 1922, 188 p.
- Sovremenniki (russe : Современники), Berlin, Slovo, 1932, 275 p.
- Portrety (russe : Портреты), Berlin, Slovo, 1931, 235 p.
- Zemli, liudi (russe : Земли, люди), Berlin, Slovo, 1932, 295 p.
- Iunost' Pavia Stroganova i drugie kharakteristiki (russe : Юность Павла Строганова и другія характеристики), Belgrade, 1935, 188 p.
- "La Crise russe et la Société des Nations", La Paix des peuples, n° 1, 25 février 1919, pp. 81-98.

### Écrits politiques
- Armageddon (russe : Армагеддон), Petrograd, 1918.
- Lénine, Paris, J. Povolozky et Cie, 1919, 220 p.
- Deux Révolutions : la Révolution Française et la Révolution Russe, Paris, J. Povolozky et Cie, 1921, 121 p.
- La politica estera dei Soviets, Rome, Libreria russa Slovo, 1921.
- L'Enjeu des Neutres, traduction française par Tatiana Landau, Paris, Zeluk, 1939, 42 p. ; réédition Paris, Office des éditions françaises, 1940, 48 p.

### Philosophie
- Ul’mskaia noch'. Filosofiia sluchaia (russe : Ульмская ночь Философия случая), New York, éditions Tchekhov, 1953, 348 p.

### Éditions complètes
- A Night at the Airport: Stories by Mark Aldanov, collection de nouvelles traduites en anglais par Joel Carmichael, New York, Scribner, 1949
- Sobranie socchinenii (russe : Собрание сочинений), 6 vols., Moscou, 1991-1993.